# Les aventures de Robin Hood
Les aventures de Robin Hood (títol original en anglès The Adventures of Robin Hood) és una pel·lícula estatunidenca dirigida per Michael Curtiz i William Keighley i estrenada l'any 1938. Està doblada al català.

## Argument
Robin de Locksey és un noble saxó a l'Anglaterra governada pels normands. El rei Ricard I d'Anglaterra, cor de lleó, es fet presoner per Leopold d'Austria mentre retorna al seu regne després de combatre contra els infidels a les croades. Amb l'excusa de cobrar el rescat per al seu germà, Joan usurpa el poder i imposa la seva tirania amb l'ajut del malvat Sir Guy de Gisburne. Davant d'aquests fets, Robin decideix refugiar-se al bosc de Sherwood i lluitar contra el príncep Joan.

## Repartiment
- Errol Flynn: Robin Hood
- Olivia de Havilland: Maid Marian

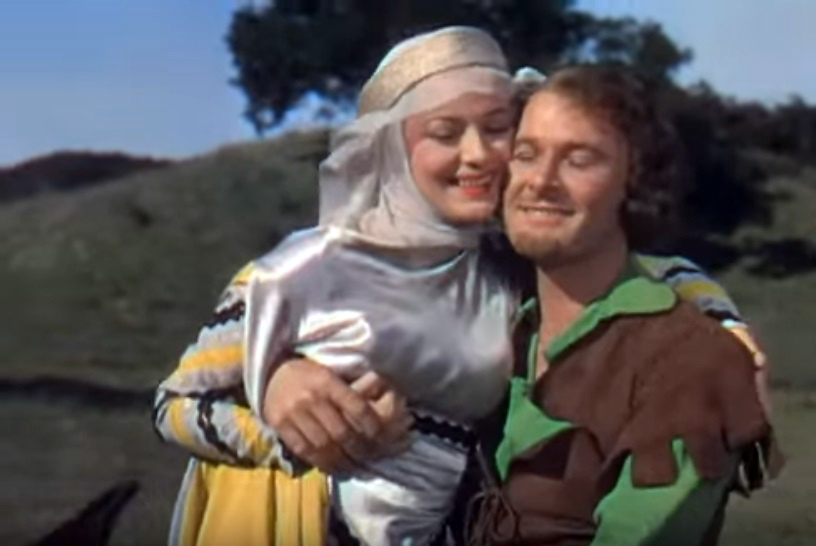
Errol Flynn com Robin Hood i Olivia de Havilland com Maid Marian

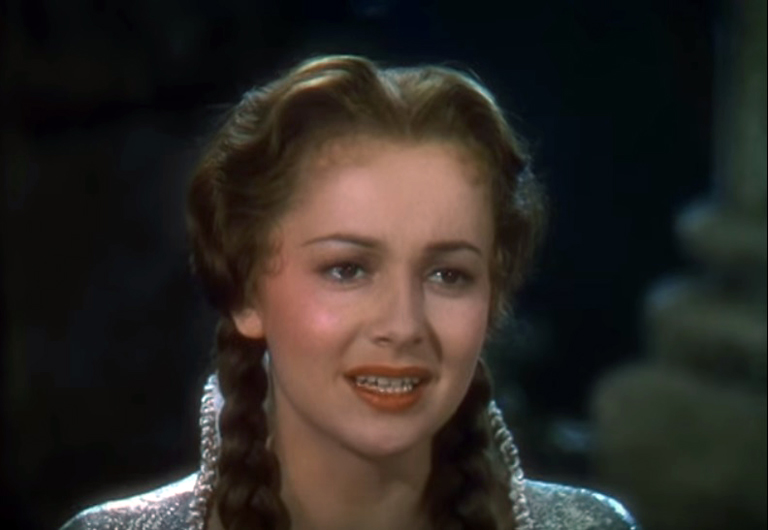
Olivia de Havilland

- Basil Rathbone: Sir Guy of Gisbourne
- Claude Rains: príncep Joan
- Patric Knowles: Will Scarlet
- Eugene Pallette: Friar Tuck
- Alan Hale: Little John
- Melville Cooper: Xèrif de Nottingham
- Ian Hunter: Rei Ricard Cor de Lleó
- Una O'Connor: Bess
- Herbert Mundin: Much, el fill de Miller
- Montagu Love: Bisbe de Black Canons
- Leonard Willey: Sir Essex
- Robert Noble: Sir Ralf
- Kenneth Hunter: Sir Mortimer
- Robert Warwick: Sir Geoffrey
- Colin Kenny: Sir Baldwin
- Lester Matthews: Sir Ivor
- Harry Cording: Dickon Malbete
- Howard Hill: Owen el gal·lès
- Ivan F. Simpson: Proprietor of Kent Road Tavern

## Premis i nominacions

### Premis
- Oscar a la millor direcció artística per Carl Jules Weyl
- Oscar al millor muntatge per Ralph Dawson
- Oscar a la millor banda sonora per Erich Wolfgang Korngold

### Nominacions
- Oscar a la millor pel·lícula